# 홍콩 퍼스트 디비전 리그
홍콩 퍼스트 디비전 리그(영어: Hong Kong First Division League, 중국어: 香港甲組聯賽)는 1908년에 창설된 홍콩의 축구 리그로 아시아의 축구 리그 가운데 가장 오랜 역사를 자랑하며 2013년까지는 홍콩의 최상위 리그였지만 2014년 홍콩 프리미어리그 출범 이후 2부 리그로 격하되었으며 1969년 허정무 전 대전 하나 시티즌 이사장의 친척인 허윤정이 대한민국 선수로는 최초로 진출한 리그이기도 하다.

## 리그 진행 방식
리그는 홈 앤 어웨이(Home and Away) 방식으로 진행되며 한 팀당 22경기를 치른다. 승강제이기 때문에 우승팀은 홍콩 프리미어리그로 승격되는 반면 12위와 13위팀은 홍콩 세컨드 디비전 리그로 강등되며 홍콩 세컨드 디비전 리그 우승팀과 준우승팀은 홍콩 퍼스트 디비전 리그로 승격된다.

## 2024–25 시즌 참가 클럽
- 사우스 차이나
- 호이킹 SA
- 중서구 R&SA
- 시티즌 AA
- 윈롱 FC
- 삼수이포 SA
- 동구 SA
- 3 싱 FC
- 툰먼 SA
- 리소시스 캐피털
- 워푸 소셜 엔터프라이시스
- 사틴 SA
- 윙이 FT

## 역대 우승 팀
| - 1945–46 : 영국 공군 - 1946–47 : 싱타오 - 1947–48 : 킷치 - 1948–49 : 사우스 차이나 - 1949–50 : 킷치 - 1950–51 : 사우스 차이나 - 1951–52 : 사우스 차이나 - 1952–53 : 사우스 차이나 - 1953–54 : 주룽 버스 - 1954–55 : 사우스 차이나 - 1955–56 : 이스턴 AA - 1956–57 : 사우스 차이나 - 1957–58 : 사우스 차이나 - 1958–59 : 사우스 차이나 - 1959–60 : 사우스 차이나 - 1960–61 : 사우스 차이나 - 1961–62 : 사우스 차이나 - 1962–63 : 윈롱 - 1963–64 : 킷치 - 1964–65 : 해피밸리 AA - 1965–66 : 사우스 차이나 - 1966–67 : 주룽 버스 - 1967–68 : 사우스 차이나 - 1968–69 : 사우스 차이나 | - 1969–70 : 자딘 - 1970–71 : 홍콩 레인저스 FC - 1971–72 : 사우스 차이나 - 1972–73 : 세이코 SA - 1973–74 : 사우스 차이나 - 1974–75 : 세이코 SA - 1975–76 : 사우스 차이나 - 1976–77 : 사우스 차이나 - 1977–78 : 사우스 차이나 - 1978–79 : 세이코 SA - 1979–80 : 세이코 SA - 1980–81 : 세이코 SA - 1981–82 : 세이코 SA - 1982–83 : 세이코 SA - 1983–84 : 세이코 SA - 1984–85 : 세이코 SA - 1985–86 : 사우스 차이나 - 1986–87 : 사우스 차이나 - 1987–88 : 사우스 차이나 - 1988–89 : 해피밸리 AA - 1989–90 : 사우스 차이나 - 1990–91 : 사우스 차이나 - 1991–92 : 사우스 차이나 - 1992–93 : 이스턴 AA | - 1993–94 : 이스턴 AA - 1994–95 : 이스턴 AA - 1995–96 : 더블 플라워 FA (인스턴트딕트) - 1996–97 : 사우스 차이나 - 1997–98 : 더블 플라워 FA (인스턴트딕트) - 1998–99 : 해피밸리 AA - 1999–2000 : 사우스 차이나 - 2000–01 : 해피밸리 AA - 2001–02 : 싼헤이 - 2002–03 : 해피밸리 AA - 2003–04 : 싼헤이 - 2004–05 : 싼헤이 - 2005–06 : 해피밸리 AA - 2006–07 : 사우스 차이나 - 2007–08 : 사우스 차이나 - 2008–09 : 사우스 차이나 - 2009–10 : 사우스 차이나 - 2010–11 : 킷치 - 2011–12 : 킷치 - 2012–13 : 사우스 차이나 - 2013–14 : 킷치 |

## 같이 보기
- 홍콩 축구 국가대표팀